# Staatsferne
Unter Staatsferne versteht man die beziehungsmäßige Distanz zwischen einem Staat und einem Rechtssubjekt. In Deutschland wird der Begriff vor allem im Zusammenhang mit dem öffentlich-rechtlichen Rundfunk verwendet.

## Staatsferne Körperschaften öffentlichen Rechts
Bisweilen verleiht der Staat den Status einer Körperschaft des öffentlichen Rechts Organisationen, die nicht staatliche Aufgaben erledigen, sondern Teil der Gesellschaft sind. Damit wird zumeist bezweckt, die Organisation als Anerkennung für geleistete Arbeit mit besonderem Ansehen auszustatten. Dass diese Organisationen zwar öffentlich-rechtlich, aber dennoch kein Teil des Staates sind, hat vielfältige Auswirkungen, etwa bei Fragen der Grundrechtsberechtigung, der Staatsaufsicht, des Vergaberechts, der Amtshaftung und der Anwendbarkeit der Amtsdelikte.
Religions- und Weltanschauungsgemeinschaften sind kraft Grundgesetz nicht-staatliche Körperschaften des öffentlichen Rechts. Begründet wurde dieser Sonderstatus im sogenannten Weimarer Kirchenkompromiss von 1919, den das Grundgesetz als Verfassungsrecht übernommen hat.
Näheres siehe Körperschaft des öffentlichen Rechts (Deutschland)#Staatsferne Körperschaften öffentlichen Rechts.

### Rundfunk
Für öffentlich-rechtliche Rundfunkanstalten und für die Landesmedienanstalten (letztere gehören nach heute herrschender Ansicht nicht zur mittelbaren Staatsverwaltung, sondern wurzeln im gesellschaftlichen Raum) ist wegen des verfassungsrechtlichen Grundsatzes der Staatsferne des Rundfunks lediglich eine eingeschränkte Rechtsaufsicht zulässig.
Das Bundesverfassungsgericht fällte zwölf Urteile (Stand 2012) zur Rundfunkfreiheit. Im 1. Rundfunk-Urteil (28. Februar 1961) verwarf es die Gründung der Deutschland-Fernsehen GmbH als nicht mit dem Grundgesetz für die Bundesrepublik Deutschland (GG) vereinbar.
Die „Causa Brender“ im Jahr 2009 führte zu einer öffentlichen Diskussion darüber, wie und wie stark politische Parteien via ZDF-Verwaltungsrat Einfluss auf das ZDF ausüben oder es versuchen. (Näheres im Artikel ZDF-Verwaltungsrat#Kritik). Am 25. März 2014 entschied das Gericht u. a.: "[d]er Anteil der staatlichen und staatsnahen Mitglieder darf insgesamt ein Drittel der gesetzlichen Mitglieder des jeweiligen Gremiums nicht übersteigen."
In Österreich kam es 1964 außerhalb der Parteien (ÖVP und SPÖ regierten von 1945 bis 1966 durchgehend in großer Koalition) zu einem von Zeitungen unterstützten Rundfunkvolksbegehren. Ziel war, den staatlichen Rundfunk (später: ORF) aus dem Proporz der großen Parteien bzw. aus der Regierungsabhängigkeit zu befreien. Die sehr große Unterstützung, die dieses Volksbegehren vom Volk erhielt, veranlasste die Regierung unter Josef Klaus 1967 zu einer Rundfunkreform gemäß den Intentionen des Begehrens. Die Journalisten wurden vorübergehend von politischer Bevormundung befreit.
In Italien hat Silvio Berlusconi, Medienunternehmer und langjähriger Ministerpräsident, systematisch Einfluss auf die Medienlandschaft Italiens genommen (insbesondere die der TV-Sender) und letztlich auf deren Programm (siehe z. B. Silvio Berlusconi#Interessenkonflikte).

### Sonstiges
Bei einem Verbotsverfahren der rechtsextremen Partei NPD spielte die fehlende Staatsferne eine Rolle (siehe Parteiverbot#Voraussetzungen und NPD-Verbotsverfahren (2001–2003)).
Im 19. Jahrhundert gab es einige Gesellschaften, in denen der Staat ein Nachtwächterstaat war; es gab eine staatsferne Selbststeuerung von großen Teilen von Wirtschaft und Gesellschaft.